# Sugath Thilakaratne
Robosingho Arachchilage Don Sugath Thilakaratne  (né le 30 juillet 1973) est un athlète srilankais, spécialiste des épreuves de sprint.

## Biographie
En 1998, Sugath Thilakaratne remporte les Championnats d'Asie, les Jeux asiatiques, et se classe par ailleurs troisième des Jeux du Commonwealth.
Son record personnel sur 400 m, établi en 1998 à Fukuoka, est de 44 s 61.

### Palmarès
| Date | Compétition                | Lieu         | Résultat | Épreuve   |
| ---- | -------------------------- | ------------ | -------- | --------- |
| 1993 | Championnats d'Asie        | Manille      | 3e       | 4 x 400 m |
| 1995 | Championnats d'Asie        | Djakarta     | 3e       | 400 m     |
| 1995 | Championnats d'Asie        | Djakarta     | 3e       | 4 x 400 m |
| 1998 | Championnats d'Asie        | Fukuoka      | 1er      | 400 m     |
| 1998 | Championnats d'Asie        | Fukuoka      | 3e       | 4 x 400 m |
| 1998 | Jeux asiatiques            | Bangkok      | 3e       | 200 m     |
| 1998 | Jeux asiatiques            | Bangkok      | 1er      | 400 m     |
| 1998 | Jeux du Commonwealth       | Kuala Lumpur | 3e       | 400 m     |
| 1998 | Jeux du Commonwealth       | Kuala Lumpur | 7e       | 4 x 400 m |
| 1998 | Coupe du monde des nations | Johannesburg | 6e       | 400 m     |
| 1998 | Coupe du monde des nations | Johannesburg | 6e       | 4 x 400 m |
| 2002 | Championnats d'Asie        | Colombo      | 3e       | 400 m     |
| 2002 | Championnats d'Asie        | Colombo      | 1er      | 4 x 400 m |
| 2002 | Jeux asiatiques            | Busan        | 3e       | 4 x 400 m |
| 2003 | Championnats d'Asie        | Manille      | 1er      | 4 x 400 m |
| 2003 | Jeux afro-asiatiques       | Hyderabad    | 3e       | 400 m     |

### Records
| Épreuve | Performance | Lieu    | Date             |
| ------- | ----------- | ------- | ---------------- |
| 200 m   | 20 s 69     | Bangkok | 17 décembre 1998 |
| 400 m   | 44 s 61     | Fukuoka | 20 juillet 1998  |